# Tainonia serripes
Tainonia serripes is een spinnensoort uit de familie trilspinnen (Pholcidae). De soort komt voor in Hispaniola en is de typesoort van het geslacht Tainonia.